# Eumecopterus flagellatus
Eumecopterus flagellatus är en insektsart som först beskrevs av Andrew Nelson Caudell 1918.  Eumecopterus flagellatus ingår i släktet Eumecopterus och familjen vårtbitare. Inga underarter finns listade i Catalogue of Life.